# Jean Lanfranchi
Jean Lanfranchi (* 20. März 1923 in Tunis; † 5. Dezember 2017) war ein französischer Fußballspieler und -trainer.

## Spielerkarriere
Lanfranchi, dessen Eltern von der Insel Korsika stammten, wuchs gemeinsam mit seinem älteren Bruder und späteren Teamkameraden Marcel Lanfranchi im französisch besetzten Tunesien auf und begann dort das Fußballspielen. 1942 wurde er bedingt durch den Zweiten Weltkrieg ins Militär einberufen und nahm in der Folgezeit mit einer aus Marokko stammenden französischen Einheit am Italienfeldzug teil. 1945 war seine Zeit als Soldat beendet und der als technisch stark und ausdauerstark geltende Mittelfeldspieler setzte seine Fußballerlaufbahn im französischen Mutterland fort.
Von 1945 an lief er für den südfranzösischen Verein US Cazères auf, der 1946 auch seinen Bruder in die Mannschaft holte. 1948 nahm er, wie auch sein Bruder, für Frankreich am olympischen Fußballturnier teil und stand als Amateurspieler an der Seite zahlreicher Profis, wurde allerdings nicht eingesetzt. Im selben Jahr wechselte er gemeinsam mit seinem Bruder zum Erstligisten FC Toulouse, womit der damals 25-Jährige den Sprung in den bezahlten Fußball schaffte. In der höchsten französischen Spielklasse gelang ihm direkt der Durchbruch und er zählte bei Toulouse meist zur ersten Elf, auch wenn er nicht völlig unangefochten war. 1951 musste er den Abstieg in die Zweitklassigkeit hinnehmen, verblieb aber dank seines Wechsels zum Ligarivalen Olympique Marseille in der ersten Liga und trennte sich damit von seinem in Toulouse verbliebenen Bruder. Lanfranchi, der trotz seines Fehlens im Kreis der A-Nationalmannschaft Frankreichs für die B-Elf des Landes aufgeboten wurde, musste bei Marseille einige Monate auf Einsätze warten, avancierte dann aber zum Stammspieler und verblieb dauerhaft in dieser Position. Diese behielt er, bis er nach seiner letzten Erstligapartie bei einem 1:1 gegen den RC Lens am 24. Mai 1953 mit 30 Jahren nach 117 Erstligapartien mit 18 Toren seine Profilaufbahn beendete.
Anschließend kehrte er nach Cazères zurück, wo seine Familie weiterhin lebte. Er begann bei einem Amateurverein aus dem nahegelegenen Saint-Gaudens eine Laufbahn als Spielertrainer. 1957 wechselte er zu seinem Ex-Klub US Cazères, wo er in derselben Position tätig war. 1958 zog er sich endgültig aus dem Fußball zurück; seinen Ruhestand verbrachte er sowohl in Cazères als auch im korsischen Ajaccio.